# Cannabis en Haïti
Le cannabis en Haïti est illégal avec des sanctions sévères pour la production, la vente et la possession de marijuana à des fins médicinales ou récréatives.
Selon le World Drug Report 2011, 1,4% de la population consomme du cannabis au moins une fois par an.